# Драфт НБА 1953
Драфт НБА 1953 року відбувся 24 квітня. 9 команд Національної баскетбольної асоціації (НБА) по черзі вибирали найкращих випускників коледжів. В кожному з раундів команди могли вибирати гравців у зворотньому порядку до свого співвідношення перемог до поразок у сезоні 1952–1953. Драфт складався з 19-ти раундів, на яких вибирали 122 гравці.

## Нотатки щодо виборів на драфті і кар'єр деяких гравців
Балтимор Буллетс під першим номером обрав Рея Фелікса з Університету Лонг-Айленда. У свій перший сезон він виграв звання новачка року. Перед драфтом Філадельфія Ворріорз і Нью-Йорк Нікс вибрали відповідно Ерні Бека і Волтера Дюкса як свій територіальний вибір. Троє гравці з цього драфту, Боб Гобрегс, Френк Рамсі і Кліфф Гейган, введені до Зали слави.

## Драфт
| Поз.    | G        | F       | C         |
| Позиція | Захисник | Форвард | Центровий |

| ^ | Позначає гравців, обраних у Баскетбольну залу слави Нейсміта                                                        |
| * | Позначає гравців, які взяли участь принаймні в одній грі матчу всіх зірок НБА і потрапили до Збірної всіх зірок НБА |
| + | Позначає гравців, які взяли участь принаймні в одній грі матчу всіх зірок НБА                                       |
| # | Позначає гравців, які жодного разу не грали в регулярному сезоні НБА або плей-оф                                    |

| Раунд | Вибір | Гравець         | Позиція | Громадянство | Команда НБА                    | Коледж          |
| ----- | ----- | --------------- | ------- | ------------ | ------------------------------ | --------------- |
| T     | –     | Ерні Бек        | G/F     | США          | Філадельфія Ворріорз           | Пенсильванія    |
| T     | –     | Волтер Дюкс+    | C       | США          | Нью-Йорк Нікс                  | Сетон Голл      |
| T     | –     | Ларрі Геннессі  | G       | США          | Філадельфія Ворріорз           | Вілланова       |
| 1     | 1     | Рей Фелікс+     | C       | США          | Балтимор Буллетс               | Лонг-Айленд     |
| 1     | 2     | Боб Гобрегс^    | F/C     | Канада       | Мілвокі Гокс                   | Вашингтон       |
| 1     | 3     | Джек Молінас    | F       | США          | Форт-Вейн Пістонс              | Коламбія        |
| 1     | 4     | Річі Ріган      | G       | США          | Рочестер Роялз                 | Сетон Голл      |
| 1     | 5     | Френк Рамсі^    | G/F     | США          | Бостон Селтікс                 | Кентуккі        |
| 1     | 6     | Джим Ніл        | C       | США          | Сірак'юс Нешиналз              | Воффорд         |
| 1     | 7     | Джим Фрітше     | F/C     | США          | Міннеаполіс Лейкерс            | Гемлін          |
| 2     | 8     | Дон Акермен     | G       | США          | Нью-Йорк Нікс (від Baltimore)  | Лонг-Айленд     |
| 2     | 9     | Боббі Спейт#    | F/C     | США          | Балтимор Буллетс (від Мілвокі) | НК Стейт        |
| 2     | 10    | Джордж Глазгоу# | G       | США          | Форт-Вейн Пістонс              | Фейрлі Дікінсон |
| 2     | 11    | Норм Свонсон    | F       | США          | Рочестер Роялз                 | Детройт         |
| 2     | 12    | Чет Ноу#        | F/C     | США          | Бостон Селтікс                 | Орегон          |
| 2     | 13    | Дік Ностмен     | C       | США          | Сірак'юс Нешиналз              | Канзас Стейт    |
| 2     | 14    | Ніл Гордон#     | F       | США          | Нью-Йорк Нікс                  | Ферман          |
| 2     | 15    | Рон Фаєрайзел   | G       | США          | Міннеаполіс Лейкерс            | Де Пол          |

## Інші вибори
Цих гравців на драфті НБА 1985 вибрали після другого раунду, але вони зіграли в НБА принаймні одну гру.
| Раунд | Вибір | Гравець       | Позиція | Громадянство | Команда НБА          | College         |
| ----- | ----- | ------------- | ------- | ------------ | -------------------- | --------------- |
| 3     | 16    | Норм Грекін   | F       | США          | Філадельфія Ворріорз | Ла Саль         |
| 3     | 17    | Боб Пітерсон  | F       | США          | Балтимор Буллетс     | Орегон          |
| 3     | 18    | Ірв Беморас   | G/F     | США          | Мілвокі Гокс         | Іллінойс        |
| 3     | 20    | Френк Реддаут | F       | США          | Рочестер Роялз       | Сірак'юс        |
| 3     | 21    | Кліфф Гейган^ | G/F     | США          | Бостон Селтікс       | Кентуккі        |
| 3     | 22    | Білл Кенвіль  | G/F     | США          | Сірак'юс Нешиналз    | Сейнт-Бонавенче |
| 5     | 35    | Пол Ноулен    | C       | США          | Балтимор Буллетс     | Техас Тек       |
| 5     | 36    | Джін Дайкер   | F       | США          | Мілвокі Гокс         | Де Пол          |
| 5     | 41    | Боб Сантіні   | F       | США          | Нью-Йорк Нікс        | Іона            |
| 6     | 50    | Річард Ата    | G       | США          | Нью-Йорк Нікс        | Індіана Стейт   |
| 7     | 57    | Лу Ціоропулос | F       | США          | Бостон Селтікс       | Кентуккі        |
| 8     | 63    | Конні Реа     | G/F     | США          | Балтимор Буллетс     | Сентінарі       |
| 9     | 77    | Джо Сміт      | F       | США          | Нью-Йорк Нікс        | Ніагара         |
| 11    | 89    | Білл Болджер  | F       | США          | Мілвокі Гокс         | Джорджтаун      |
| 13    | 102   | Джек Джордж*  | G       | США          | Філадельфія Ворріорз | Ла Саль         |
| 14    | 108   | Кен Сірс+     | F       | США          | Рочестер Роялз       | Санта-Клара     |